# Kameroenstruikzanger
De kameroenstruikzanger (Bradypterus lopezi) is een zangvogel uit de familie Locustellidae.

## Verspreiding en leefgebied
Deze soort komt voor in centraal en oostelijk Afrika en telt negen ondersoorten:
- B. l. lopezi: Bioko.
- B. l. manengubae: westelijk Kameroen (Mount Manenguba).
- B. l. camerunensis: zuidwestelijk Kameroen.
- B. l. barakae: oostelijk Congo-Kinshasa, Oeganda en Rwanda.
- B. l. mariae: westelijk en centraal Kenia en noordelijk Tanzania.
- B. l. usambarae: van zuidoostelijk Kenia tot noordelijk Mozambique en noordelijk Malawi.
- B. l. ufipae: zuidoostelijk Congo-Kinshasa, zuidwestelijk Tanzania en noordelijk Zambia.
- B. l. granti: zuidelijk Malawi en noordelijk Mozambique (Mount Chiperone).
- B. l. boultoni: Angola.

## Status
De grootte van de populatie is niet gekwantificeerd maar de soort wordt omschreven als plaatselijk algemeen. Op de Rode lijst van de IUCN heeft deze soort de status niet bedreigd.